# سيدمحمد (مقاطعة دالاهو)
سيدمحمد (بالفارسية: سیدمحمد) هي قرية تقع في قسم بان‌زرده الريفي (مقاطعة دالاهو) في إيران. يقدر عدد سكانها بـ 178 نسمة بحسب إحصاء 2016.